# Evangelicae Historiae Imagines
L’Evangelicae Historiae Imagines est un recueil de 153 gravures illustrant des scènes évangéliques, réalisées principalement par les frères Wierix, graveurs flamands de renom, qui fut publié en 1593. Jérôme Nadal, proche collaborateur d'Ignace de Loyola, qui en fut le promoteur, le coordinateur et conseiller théologique, en est considéré comme l'auteur, bien qu'il fût décédé une dizaine d'années avant sa parution.
C’est le recueil le plus ancien de ce type qui nous soit parvenu.

## Historique
Proche collaborateur d'Ignace de Loyola, Jérôme Nadal connaissait l'importance que l'auteur des Exercices Spirituels donnait à l'imagination dans l'apprentissage de la prière méditative. Aussi entreprit-il à la fin de sa vie la réalisation de ce recueil. Nadal se trouvait alors (1574-1577) à Hall, en Autriche. Son introduction se fait l'écho des Exercices spirituels. Il explique :

« Pour trouver une plus grande facilité dans la méditation, l'on met une image qui représente le mystère évangélique, et ainsi, avant de commencer la méditation, l'on regardera l'image et remarquera en particulier ce qu'il faut y remarquer, afin de mieux le considérer dans la méditation et pour en tirer tout le parti ; parce que le but de l'image, c'est comme rendre la nourriture plus facile à mastiquer, de façon à n'avoir qu'à la manger ; et sinon, la compréhension cherchera à débattre et avoir du mal à se représenter ce qu'il y a à méditer, malgré tous ses efforts. »

Nadal se contentait de rédiger les notes explicatives (en 1573-1574), il commanda les gravures à plusieurs artistes flamands, mais eut beaucoup de mal à en trouver. Finalement, Nadal mourut en 1580 sans voir son entreprise menée à terme.
À Rome, Bernardino Passeri, Giovanni Battista de Benedetto Fiammeri réalisent les dessins originaux ; il y en aura également neuf de Martin de Vos et un de Jérome Wierix : ils sont notés au pied des gravures comme « inventeurs ».
En 1586, dans les Pays-Bas, Christophe Plantin, imprimeur à Anvers, cherche des graveurs. Se chargeront de cette tâche : Anton II Wierix,  Jérôme Wierix, Johannes Wierix, Karel van Mallery, Nicolaes de Bruyn (en), Martin Nuyts, Adriaen Collaert, et Jan Collaert,.
L'ouvrage ne fut ainsi publié de façon posthume que plus de 10 ans plus tard, en 1593, grâce au travail éditorial du père Diego Jiménez. L'éditeur, Martinus Nutius, reçut le privilège du pape Clément III, signé par Vestrius Barbianus le 14 août 1593 pour autoriser la publication des Adnotationes et meditationes, les textes de Jérôme Nadal qui seront accompagnés des gravures,.
L'œuvre de Jérôme Nadal s'inscrit dans la réalité historique et littéraire, et dans la tradition et l'enseignement de l'Église.

## Description

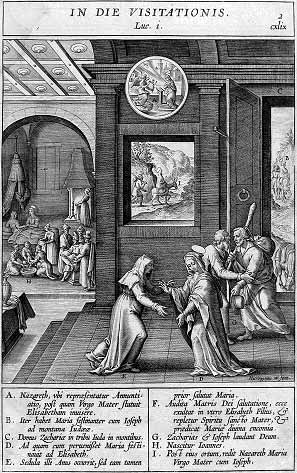
Exemple de gravure, ici de Johannes Wierix : on y voit plusieurs scènes en une, ainsi que leur numérotation accompagnée des légendes au bas du dessin.

L'ouvrage comprend au total 153 gravures au burin, dont 65 signées par Hieronymus Wierix, 58 par Anton II Wierix, 9 par Johannes Wierix, 11 par Adriaen Collaert, 1 par Jan Collaert, 8 par Karel van Mallery et 1 autre dont l'initiale est un « N. », d'après des dessins de Bernardino Passeri et Maarten de Vos.
Les illustrations ont l'originalité de représenter plusieurs scènes sur une même image. Contrairement à la Pièce aux cent florins (ca. 1649, Rembrandt), où l'artiste utilise le simultanéisme pour inclure tout un chapitre de l’Évangile selon Matthieu dans une seule et même scène, plusieurs scènes sont ici mises côte à côte, séparément, quoique bien intégrées dans une seule image. D'ailleurs, les légendes explicitent les différentes scènes représentées en faisant des renvois avec des lettres ou des numéros.
Dans un cadre au-dessus de l'image, chaque gravure porte le jour du calendrier de l'Église auquel elle est associée, une citation de la Bible et l'âge du Christ auquel appartient le passage représenté. À droite de ce cadre, il y a un chiffre arabe qui donne l'ordre de l'image dans la vie du Christ par lequel les gravures sont ordonnées. Sous ce chiffre, un autre chiffre romain : il donne l'ordre du sujet selon son apparition dans les Évangiles par lequel Nadal organise ses annotations et méditations.
Le recueil suit l'ordre des contemplations données par Ignace dans son livret des Exercices spirituels. Il en devient ainsi un complément. Il aide le retraitant à se plonger entièrement dans la scène qu'il contemple. Il s'y rend présent comme s'il y était.
En outre, ces dessins utilisent parfaitement l'art de la perspective, alors révolutionnaire à l'époque. Jérôme Nadal voulait ainsi rendre l'Évangile plus vibrant et séduisant.

## Éditions
Première édition

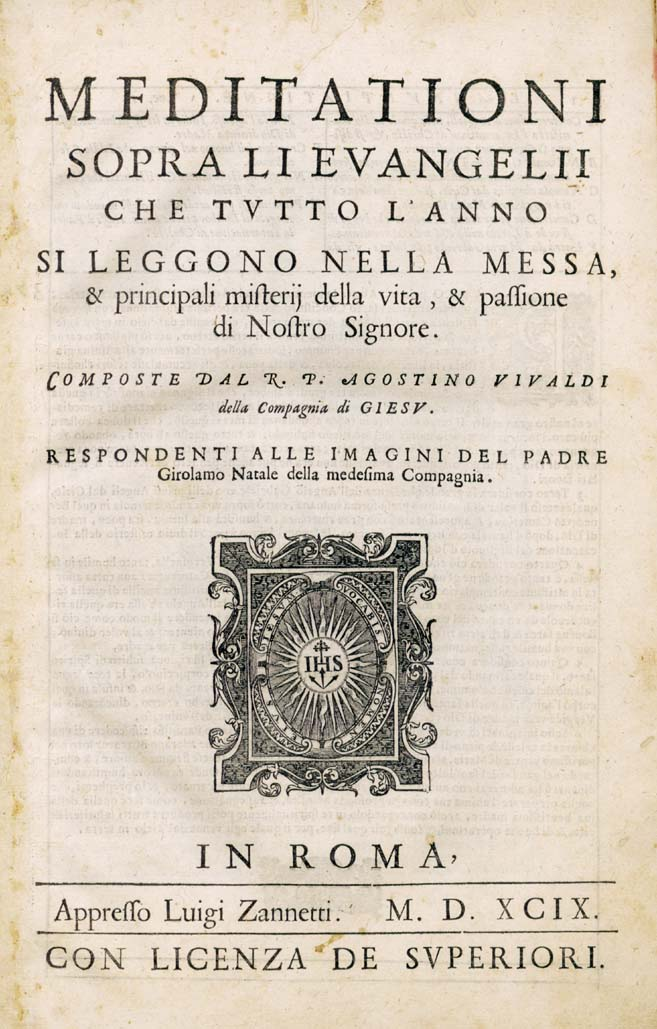
Édition de 1599 à Rome et en italien de Luigi Zannetti, sans le consentement papal.

- (la) Jérôme Nadal (Hieronymo Natali Societate Iesu) et alt., Evangelicae historiae imagines : ex ordine Euangeliorum, quae toto anno in Missae sacrificio recitantur, in ordinem temporis vitae Christi digestae, Anvers, Martinus Nutius, 1593 (OCLC 807854800, lire en ligne).

Deuxième édition
- (la) Jérôme Nadal (Hieronymo Natali Societate Iesu) et alt., Adnotationes et meditationes in euangelia quae in sacrosancto missae sacrificio toto anno leguntur : cum Euangeliorum concordantia historiae integritati sufficienti: Accessit & Index historiam ipsam Euangelicam in ordinem temporis vitae Christi distribuens, Anvers, Martinus Nutius, 1595.

Troisième édition
- (la) Jérôme Nadal (Hieronymo Natali Societate Iesu) et alt., Evangelicae historiae imagines : ex ordine Evangeliorum, quae toto anno in Missae sacrificio recitantur, in ordinem temporis vitae Christi digestae, Anvers, Martinus Nutius, 1596.

Autres éditions
Jean Moretus, gendre de Plantin, imprima deux autres éditions en 1606 et 1607 : (la) Jérôme Natal (Jerome Natalis, S. J.), Evangelicae historiae imagines : Ex ordine evangeliorum (gravures avec indication de personnages face aux evangiles en suivant l'annee lithurique avec bref commentaire et meditation), Anvers, Apud Ioannem Moretum, 1607, 636 p. (OCLC 40316610)
À Rome, Luigi Zannetti en fit une édition en 1596 puis en 1599, bien que le privilège papal, concédé à Martin Nutius, eût une durée de 10 ans (soit jusqu'en 1603). Cette œuvre dispose de sa propre couverture, au dos de laquelle est déjà imprimée la première page de texte. Le père Agostino Vivaldi, jésuite et prêtre célèbre à cette époque, en fit la traduction à l'italien, quoiqu'avec de légères modifications dans les commentaires aux gravures. Cette édition fut rééditée à Venise en 1839 dans l'atelier typographique de G. B. Merlo.

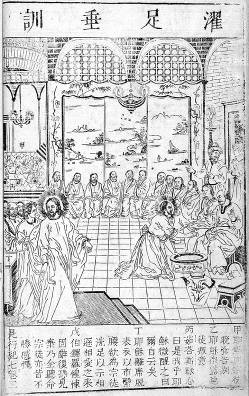
Page de l' Evangelicae... dans son édition chinoise (1639)

Selon le père Nicolau, biographe de Nadal, plusieurs traductions manuscrites ont été faites, en français et en espagnol, accompagnées d'estampes de l'édition originale. La diffusion du livre fut très large, y compris dans les pays de mission (Chine...) où il était utilisé pour l'enseignement de la catéchèse.